# Ruta 415 (Costa Rica)
La Ruta 415, oficialmente Ruta Nacional Terciaria 415, es una ruta nacional de Costa Rica ubicada en las provincias de Cartago y Limón.

## Descripción
En la provincia de Cartago, la ruta atraviesa el cantón de Turrialba (los distritos de  Turrialba, Peralta, Santa Teresita, La Isabel).
En la provincia de Limón, la ruta atraviesa el cantón de Siquirres (los distritos de Florida, Germania, Alegría).